# 跑車浪漫旅5
《跑車浪漫旅5》是PlayStation 3平台獨佔發行的GT赛车系列竞速游戏第五部正统作品，由Polyphony Digital开发，索尼电脑娱乐发行。发行于2010年11月24日，是此前发售的《GT赛车5 序章》的完整版本。
本作是GT赛车系列的第一个支持多达16名玩家的在线比赛的游戏。本作包括了一个车辆损伤模型，根据汽车的不同，损害也有变化。本作中收录1000多辆汽车（包括标准车与精细车）、31个不同的地点、81条不同赛道和一个赛道编辑器。动态时间和天气效果在该系列中首次亮相。世界拉力锦标赛、NASCAR和Super GT版权首次在GT赛车系列中出现。
2014年5月20日，索尼关闭了《GT赛车5》的的线上服务。

## 玩法
此作延续了前几代作品的风格，尽可能在游戏中实现真实驾驶的体验。截止生命周期结束，此作收录了1089款车型，31条赛道、81种路线。
游戏封面展示了2009年的奔驰SLS AMG。两种模式可选，一种是親自扮演駕駛員操縱方向盤遊玩，另一种为扮演教練培育AI駕駛員。此作有了很多革命性的进步。包括更高清晰的画质，加设最多16人加入的多人模式，引入了车损机制。
本作截止至2013年1月16日共计收錄了超過1000款車輛，31條賽道、81種路線，包括已經收錄在PSP版以及《GT赛车5 序章》的車型。

### 特性

《GT赛车5》的新特性，具有翻转和损毁物理模型。由RPCS3模拟。

《跑車浪漫旅5》是该系列中第一款同时包含机械和外部损伤建模的游戏，包括一个实时形变游戏引擎，可根据速度和撞击角度处理模型变形，本作的物理引擎还在该系列中首次实现翻车。游戏收錄了31條真實和原創賽道共81種路線。其中部分賽道可呈現時間及天候的變化。
与《GT赛车4》相比，物理性能有了显著的改进。在本作汽车不再立即转弯，而是实际上必须首先从外侧车轮开始滑移，并且在刹车、转向不足或过度时轮胎物理会有明显的响应。
此外，本作作为PS3世代作品，引入了全新的视觉效果，包括动态滑痕和灰尘，驾驶员还可以闪烁前灯。玩家可以使用赛道编辑器工具创建新的赛道，这些工具根据玩家选择的特定项目来随机生成赛道部分，包括弯角的数量、一天中的时间和计时段的数量。玩家可以选择多种「主题」作为每个赛道设计的基础。「主题」也对赛道长度和最高海拔有影响。

### 车辆
本作共收录1089款车型。 法拉利、兰博基尼和布加迪版权首次于系列中亮相。当时全新的“鸥翼”梅赛德斯-奔驰SLS AMG与法拉利458 Italia、雷克萨斯LFA超级跑车一同作为首发车亮相。此外，开发团队和红牛车队合作开发了一款名为“Red Bull X2010”的虚构原型车，其设计理念是“如果你在陆地上制造出最快的赛车，那就是抛开所有规则和限制，那辆车会是什么样子，性能如何，驾驶感觉如何？” 这辆车由 Polyphony Digital 和红牛的空气动力学专家亚德里安·纽维设计，是游戏中的一辆特色车辆。
GT5中的车辆分为两类，“精致车”和“标准车”。精致车具有高多边形数量、高纹理分辨率、能够远光和近光的前照灯、详细的内饰和详细的损坏模型。精致车也有工作的挡风玻璃雨刮器，可在雨雪的赛道上工作。“标准车”和PS2世代的《GT赛车4》中的车辆类似，具有较低的多边形数量和纹理分辨率、标准前灯和最基本的损坏贴图。在 Spec 2.0 更新后，它们具有简化的车内视角，对于敞篷的标准车，它们都具有功能正常的方向盘和仪表。游戏中大约 25% 的汽车属于“精致车”类别。

## 開發歷程
2005年的E3游戏展上，Polyphony Digital公開了基于GT赛车4开发的《GT赛车:HD Concept》于2006年底公開下載，2007年底推出《GT赛车5 序章》。
山內一典表示本作的開發團隊達到140人，投資額達到6千萬美元，由於不論軟件還是硬件上都是相當複雜，收錄的車型極多，外型與機械規格上需要與其他車廠協調，所以開發時間相當長，足足花了2000天完成，力度是1997年初代《GT赛车》的50倍。
2009年的E3游戏展上，《GT赛车5》首次推出预告片，但未公布發售日期。2009年的東京電玩展中，Polyphony Digital表示於2010年3月在日本及亞洲發行。但索尼於2010年1月13日突然宣佈延期，最後在2010年的E3游戏展上宣布北美于2010年11月2日发布，日本、歐洲為11月3日发布。但于10月13日於官方網站宣佈再次跳票至年底，最终在11月13日宣布北美及歐洲11月24日发行，日本则于11月25日发行。
遊戲上市後，製作小組仍然繼續製作新車型、新賽道以及新內容，並透過網絡進行更新。2011年10月發布“Spec 2.0”的大更新。为付费制。
本作在港台地区可选繁体中文，台版附赠的官方Apex指导手册也提供中文版。
2011年12月17日，《GT赛车5》加设“計時挑戰賽”的附加内容，在PlayStation Network免费下載，玩家需要在印第安那波里賽道使用日产370Z比赛。此乃2010年GT學院的首部曲，創下最快圈速的玩家有機會參與线下賽事。

## 遊戲樂曲
遊戲開場動畫之鋼琴樂曲由郎朗演奏，曲目為Piano Sonata No. 7 in B flat major, Op. 83。
開場動畫的歌曲為美國樂團我的另類羅曼史的Planetary (GO!)，日本版例外，以歷代正章主題音樂Moon Over The Castle（由安藤正容演繹）重新編曲的Knight's Song ~Generation 3~（由安藤正容領導的演奏樂團T-Square演繹）修改版作為音樂，稱為Moon Over The Castle GT5 Version。

### 收錄曲目
- 5OUL ON D!SPLAY

E3 2010版的預告影片中有一首由嘉生大樹演繹未命名歌曲，邀請世界各地的愛好者參與歌曲命名，獲選曲名的投稿者姓名會在收錄在本作的「特別感謝」工作人員名單當中。結果一位來自阿根廷的投稿者勝出，其所命名之「5OUL ON D!SPLAY」（由Soul On Display演變而成）就成為此歌曲名稱。
- GET AWAY
- ROAD STAR

## 發行版本
此作品在多個地區皆推出不同的特別版。
亞洲版中文版收录了以下内容，无博物館功能
- 初回生產限定版（含 Apex 愛車完全指南、5款特別車型下載卡）
- Collector's Pack（含 Apex 愛車完全指南、奔驰SLS AMG 1:43典藏限量模型、5款特別車款下載卡）
- Gran Turismo 5 RACING PACK（含PS3主機（蓝色）、Apex 愛車完全指南、6款特別車型下載卡）

## 评价
根据评论聚合网站Metacritic，《跑車浪漫旅5》收到了“普遍好评”的评论。
GT5的驾驶物理得到了高度评价。Car and Driver将该游戏与2009年发布的《极限竞速3》做了比较并表示，“GT5的物理模型非常逼真。汽车的动态惊人地忠实于现实生活，因此它们会在错过关键制动和转弯点时做出相应的反应”。

## 外部連結
- 跑車浪漫旅5 官方入口網站 （页面存档备份，存于）
- GT賽車5影片 （页面存档备份，存于）